# Nisán

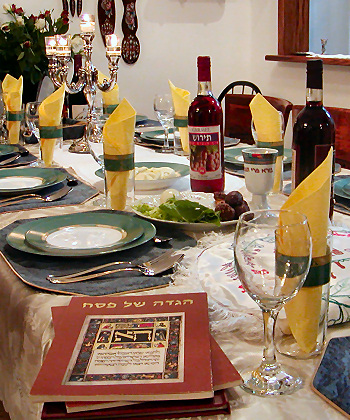
Pésaj, la fiesta del pan ácimo (matzá) comienza el día 15 de Nisán, y el pueblo judío conmemora la liberación de la esclavitud en Egipto.

Nisán (en hebreo: נִיסָן; del idioma acadio nisānu y este del idioma sumerio nisag, "retoño, primer brote") es el primer mes del calendario hebreo bíblico, que comienza su cuenta a partir de la salida de los hebreos de la esclavitud en Egipto; mientras que en el calendario hebreo moderno, que comienza el 1 del mes de Tishrei y conmemora la Creación del mundo, ocupa el séptimo lugar.
El nombre otorgado al mes de Nisán en la Biblia es simplemente "el mes primero", siguiendo de esa misma manera el resto de los meses del año hebreo en la Torá, la numeración ordinal. Es nombrado por primera vez en el segundo libro de la Biblia, Éxodo: "Este mes os será principio de los meses; para vosotros será éste el primero en los meses del año".
En algunas ocasiones, la Biblia se refiere a Nisán también como "el mes de Abib": "Guardarás el mes de Abib, y harás pascua a Yahveh tu Dios; porque en el mes de Abib te sacó Yahveh tu Dios de Egipto". Si bien el nombre de "mes de Abib" es próximo en su etimología a "aviv", voz hebrea que significa "primavera", se estima que el nombre deriva del idioma fenicio, y era el nombre del mes utilizado por los antiguos habitantes de Canaán, que llamaban a sus meses con terminología relacionada con la agricultura y al clima.
El nombre del mes como llegó a nuestros días, Nisán, tiene sus orígenes en los nombres de los meses de la antigua Babilonia, provenientes del idioma acadio allí hablado, y de aquí fueron adoptados por los judíos llevados al destierro entre 586 a. C. y 536 a. C., por el rey babilonio Nabucodonosor II. El nombre Nisán figura ya en la Biblia: "En el mes de Nisán, el año veinte del rey Artajerjes, siendo yo encargado del vino, tomé vino y se lo ofrecí al rey" (Nehemías 2:1); y también en el Libro de Ester: "El año doce del rey Asuero, el mes primero, que es el mes de Nisán". El nombre babilonio del mes de Nisán se conservó no solo en hebreo, sino también en otros idiomas de la zona de influencia, como el turco moderno, en el que el mes de abril se llama "Nisan".
Nisán cuenta siempre con 30 días y deberá coincidir siempre con el principio de la primavera (boreal), determinada por el equinoccio vernal del 21 de marzo, en que el día y la noche tienen la misma duración. Con dicha finalidad, y para que la festividad de Pésaj se celebre en el mes de la primavera según el precepto bíblico, decidía el Sanhedrín para estas fechas si decretar o no el embolismo del año, agregando al calendario un segundo mes de Adar y postergando así el comienzo de Nisán y la celebración de la Pascua judía en un mes.
El mes de Nisán se corresponde con los meses gregorianos de marzo y abril, según el año. Su signo del Zodíaco es Aries, en recordación al sacrificio pascual de "un cordero o cabrito por cada familia"

## Período
Durante los años 5761–5860 del calendario hebreo, Nisán ocurre entre los siguientes períodos del calendario gregoriano:
| Duración de los años | Comienzo de Nisán       | Fin de Nisán            |
| -------------------- | ----------------------- | ----------------------- |
| 353 días             | 11 de marzo–28 de marzo | 10 de abril–27 de abril |
| 354 días             | 11 de marzo–30 de marzo | 10 de abril–29 de abril |
| 355 días             | 12 de marzo–30 de marzo | 11 de abril–29 de abril |
| 383 días             | 30 de marzo–9 de abril  | 29 de abril–9 de mayo   |
| 384 días             | 1º de abril–9 de abril  | 1º de mayo–9 de mayo    |
| 385 días             | 31 de marzo–10 de abril | 30 de abril–10 de mayo  |

## Festividades en Nisán
- Pésaj, la Pascua judía, llamado también "Fiesta de la Libertad" o "de la Primavera" - del 14 al 21 de Nisán, que celebra la liberación del pueblo judío de la esclavitud en Egipto: "Siete días comerás ázimos y el día séptimo será fiesta de Yahveh... En aquel día harás saber a tu hijo: 'Esto es con motivo de lo que hizo conmigo Yahveh cuando salí de Egipto' ".[8] Fuera de Israel, en la diáspora judía, se celebra un día más, hasta el 22 del mes. Esta fiesta comenzaba a prepararse desde el día 10 del mes de Nisán, cuando cada familia escogía para sí la oveja, carnero, o cabra que degollarían, y la mantenían protegida hasta la mitad de la tarde del día 14, cuando la degollaban en preparación de la cena pascual, que se celebraba la noche del día 15 del mes de Nisán, de acuerdo a las instrucciones que Moisés había recibido directamente de Dios.[9] Es esta cena pascual la que Jesús y sus discípulos celebraron antes de irse al jardín de Getsemaní la noche de su arresto, ocasión que llegó a ser conocida como "La Santa Cena".

- Sefirat Ha'omer, la cuenta del Ómer ("gavilla"), que comienza el 16 de Nisán (segundo día de Pésaj) y se prolonga por 7 semanas, hasta la fiesta de Shavuot, tal cual está prescripto en Levítico: "Contaréis siete semanas enteras a partir del día siguiente al sábado, desde el día en que habréis llevado la gavilla de la ofrenda mecida".[10]

- Yom HaShoá, el día de duelo nacional en recuerdo a las víctimas de la Shoá. Originalmente fue propuesto celebrarlo el 14 de Nisán, en homenaje al levantamiento del Gueto de Varsovia, pero dado que ese día es el anterior al Séder de Pésaj, fue trasladado al 27 de Nisán.